# Sucrerie de Bourdon

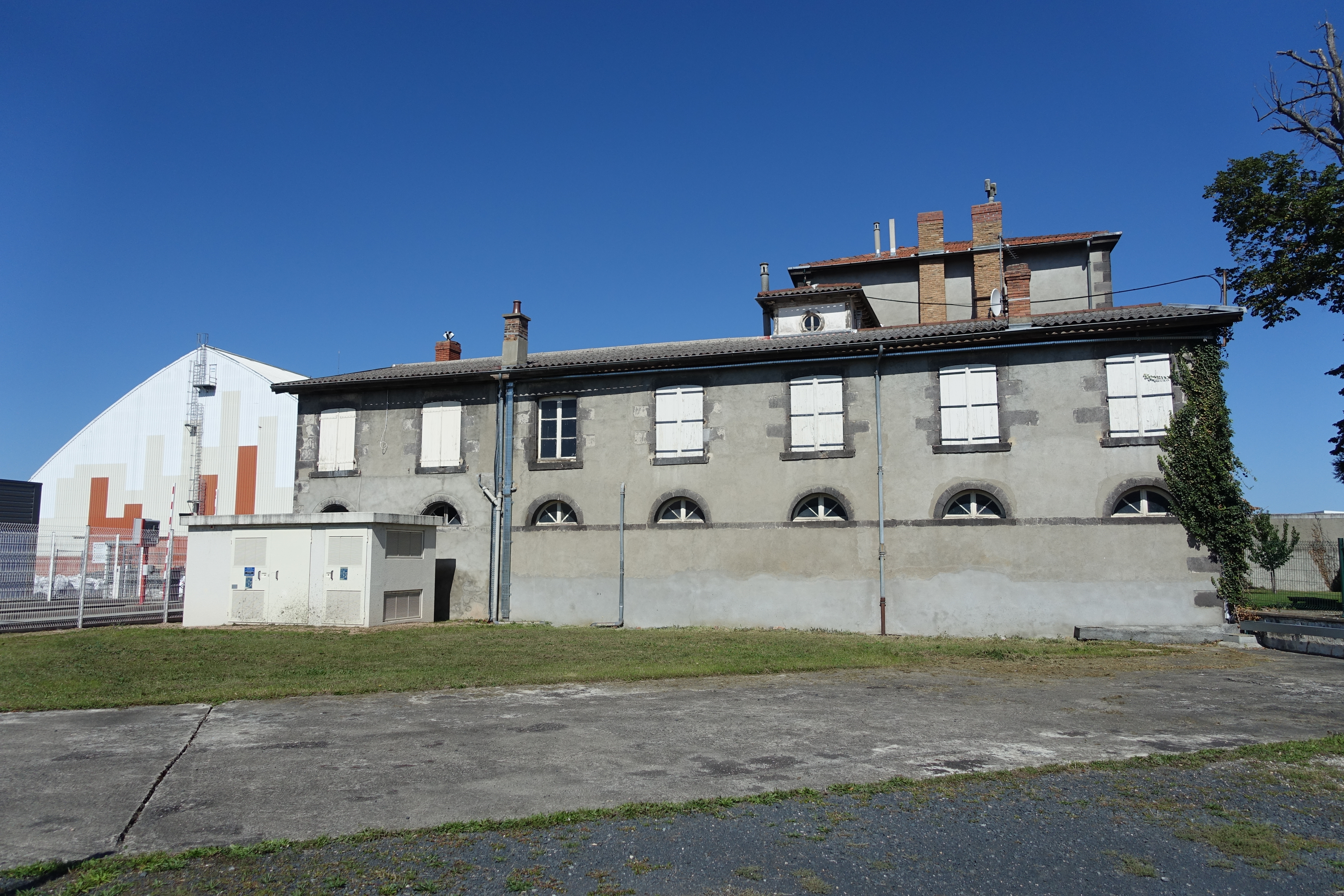
Entrée de la sucrerie de Bourdon.

La Sucrerie de Bourdon est une ancienne usine sucrière française située à Aulnat (Puy-de-Dôme). Elle fabriquait du sucre à partir de betterave sucrière. L'usine fut en activité de 1835 à 2019.

## Historique

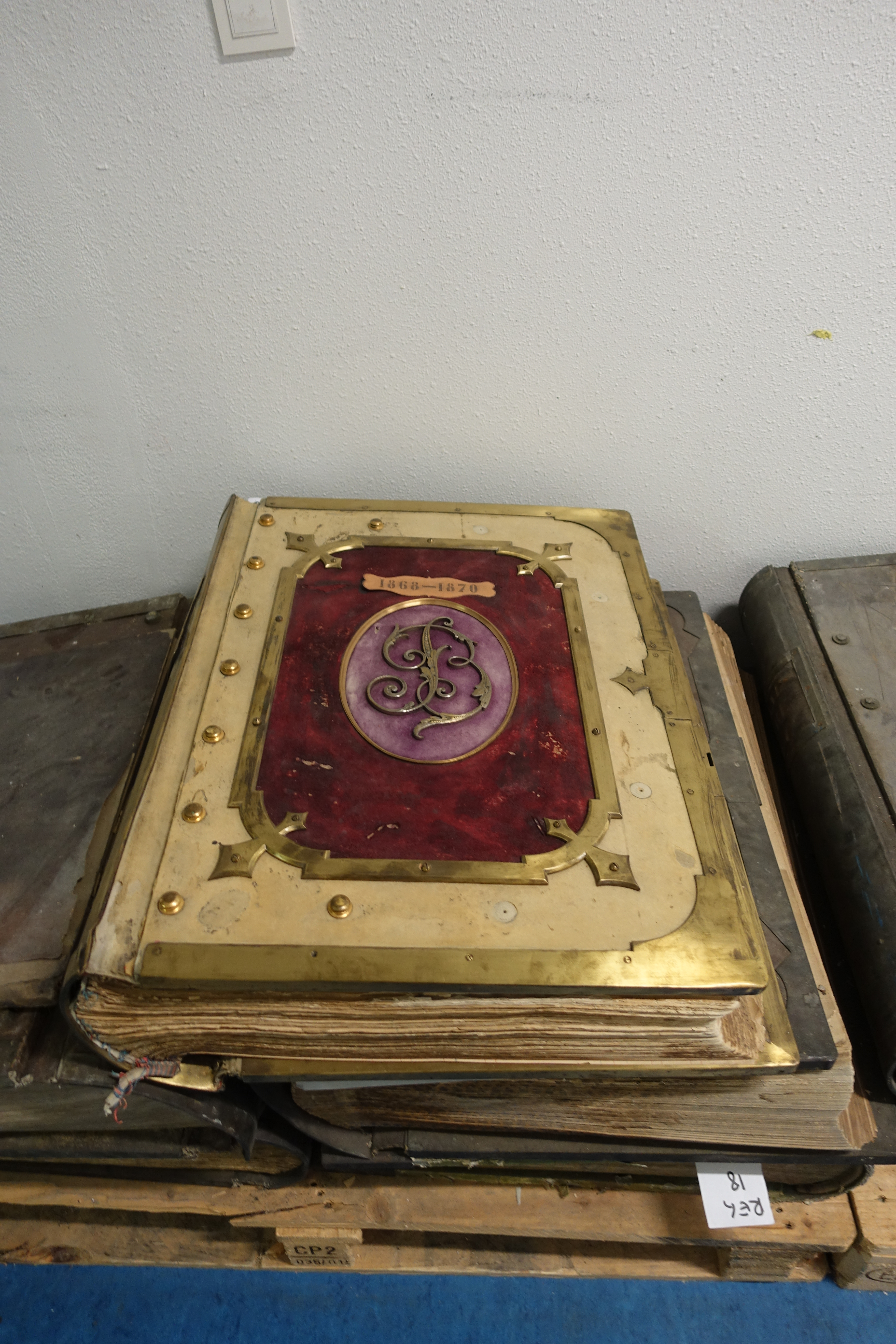
Registre de compte de la sucrerie de Bourdon daté de 1870, Archives départementales du Puy-de-Dôme.

L'usine est créée en 1835, mais doit véritablement sa naissance à Charles de Morny, qui rachète en 1837 l'activité sucrière alors hébergée à côté du château de Bosredon. 
Le duc de Morny, demi-frère de Napoléon III, doit quitter la vie militaire, étant blessé et malade. Il développe alors de façon importante les activités de l'usine à partir des années 1850. En 1855, 24 000 tonnes de betteraves sont traitées, 71 000 tonnes en 1865. L'usine profite du lobbying de Morny à Paris, nommé délégué pour représenter les intérêts de la filière sucrière auvergnate. Il s'emploie à lutter contre les taxes sur le sucre hexagonal, destinées à favoriser le sucre produit aux colonies. Morny est ambitieux, il bénéficie du soutien des banques parisiennes et cherche à faire développer le réseau ferré du Massif central pour faciliter le transport des marchandises depuis l'usine. Malgré la crise de 1840 et la taxation plutôt défavorable au sucre de betterave, l'activité se développe jusqu'en 1875, malgré l'instabilité du cadre législatif. Entretemps la société est vendue le 27 juin 1866 à la Société de Bourdon après la mort de Morny l'année précédente. 
Après 1875 l'activité décline à cause de la concurrence internationale, en particulier venant d'Allemagne et d'Autriche,. La production baisse, et la société cherche à augmenter le rendement en sucre de ses betteraves.
C'est en 1884 avec la promulgation de la loi Mazuriez qui change le mode de taxation des sucres que l'activité est relancée. De 1884 à 1902, la société se développe et étend son réseau de collecte de betterave auprès des agriculteurs de la région. La culture atteint son apogée vers 1900 avec 3 952 hectares destinés à la culture de la betterave dans le Puy-de-Dôme. L'activité traverse ensuite une période d'instabilité, avec une baisse des prix à la suite de la Conférence Internationale sur le régime des sucres à Bruxelles en 1902 qui uniformise les prix du sucre. Bourdon traverse bien la Première Guerre mondiale, en profitant de l'arrêt de l'activité des sucreries du nord de la France. Toutefois, à la fin de la guerre, la reprise de l'activité de ces dernières et un manque de main d'œuvre font baisser la production.
En 1920, les producteurs se regroupent pour former un syndicat, à l'initiative d'hommes politiques locaux, ce qui permet en particulier d'épauler les paysans face aux employés de Bourdon lors de la pesée de la production. 1922 voit des conflits entre les producteurs et la société sur des irrégularités de part et d'autre lors de ces pesées.
La société devient une coopérative en 1978, puis rejoint la coopérative Cristal Union en 2011.
Le site stoppe définitivement son activité en 2019
.

## Contexte local
La sucrerie de Bourdon fait partie d'un complexe de culture de la betterave dans la plaine de la Limagne, une douzaine de sucreries sont recensées en 1838,. Cet essor s'explique en partie par le fait que les terres de Limagne sont bien adaptées à la betterave à sucre, mais le principal moteur est dû aux subventions sur le sucre de betterave décrétées par Napoléon à la suite du blocus continental. Toutefois, la plupart de ces sucreries sont de petites tailles, et elles disparaissent rapidement (Aulnat faillite en 1843, Mauzun en 1840, Lavort (Les Martres-de-Veyre) en 1841…). Les usines pâtissent de la loi de 1837 qui taxe le sucre de betterave afin de favoriser le sucre de canne des colonies, et aboutit à une crise dite la Question des sucres. Seule la sucrerie de Bourdon survit en Auvergne après 1844.

## Localisation et bâtiments
L'usine s'étend sur 50 ha, entre l'autoroute A71 (à l'ouest) et le bourg d'Aulnat (à l'est). Elle est reliée par un embranchement ferroviaire à la ligne entre Clermont-Ferrand et Saint-Étienne qui passe juste au sud.
Elle comporte plusieurs bâtiments d'époques différentes. Le site comprend en particulier le château de Bosredon. Les ateliers construits entre 1853 et 1855 en pierre de Volvic sont dus à l'architecte Clermontois Agis-Léon Ledru.

## Devenir du site
Une partie des bâtiments de l'usine sont détruits après sa fermeture. Le silo de stockage, la distillerie et les ateliers de maintenance sont conservés.
Une partie des archives de l'usine sont transférées aux archives départementales du Puy-de-Dôme et au musée Lecoq en 2022.